# Оберурзель
Оберурзель (нем. Oberursel) — город в Германии, в земле Гессен. Подчинён административному округу Дармштадт. Входит в состав района Верхний Таунус. Население составляет 43 741 человек (на 31 декабря 2010 года). Занимает площадь 45,31 км². Официальный код — 06 4 34 008.
Город подразделяется на 4 городских района. Является городом-побратимом российского города Ломоносов (приостановлено из-за вторжения в Украину).
Город фактически сливается с Франкфуртом и связан с ним линией лёгкого метро. С другой стороны город примыкает к Бад-Хомбургу. Город вытянут и с севера входит в предгорья Таунуса.

## История

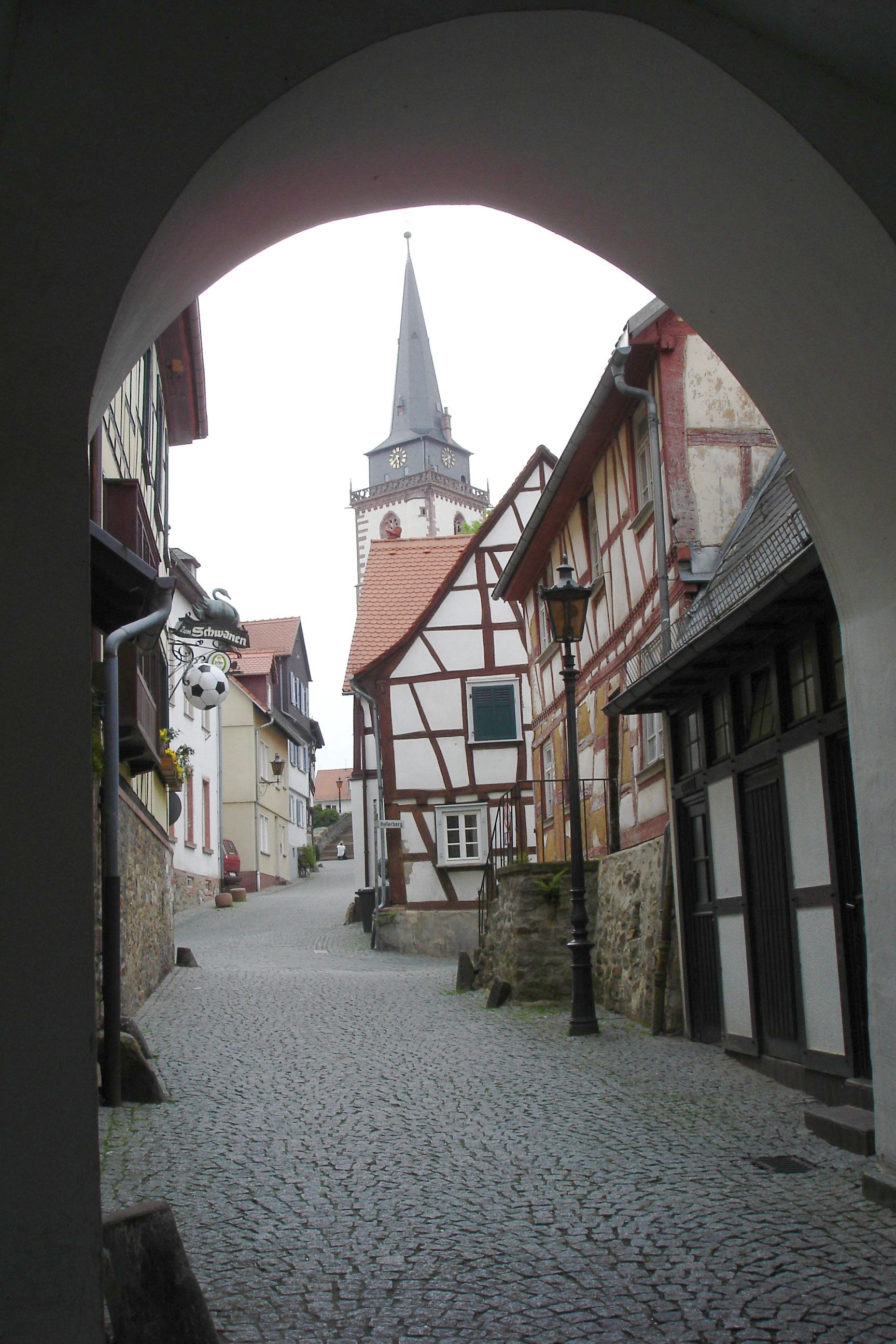
Рыночная площадь и церковь св. Урсулы

Первое упоминание о поселении «Урселла» относится к 791 году, когда оно было передано во владение Лоршской обители.
Во время Тридцатилетней войны город был дважды в 1622 и 1645 годах разрушен и сожжён. В 1806 году перешёл во власть герцогства Нассау. В 1860 году было проведено железнодорожное сообщение, однако пассажирское движение было начато лишь в конце XIX века. После Австро-прусской войны город оказался под властью Пруссии.
В начале сороковых годов XX века в городе Оберурзель был лагерь военнопленных, где содержались британские и американские лётчики. 30 марта 1945 года город заняли американские войска.
С образованием ФРГ входит в землю Гессен.
В середине июня 2011 года город принимал ежегодный земельный праздник Гессентаг.

## Транспорт
Ходит линия U3 Метрополитена Франкфурта. Действует несколько автобусных маршрутов. С 1899 года в городе была введена в эксплуатацию пассажирская железная дорога.

## Интересные факты

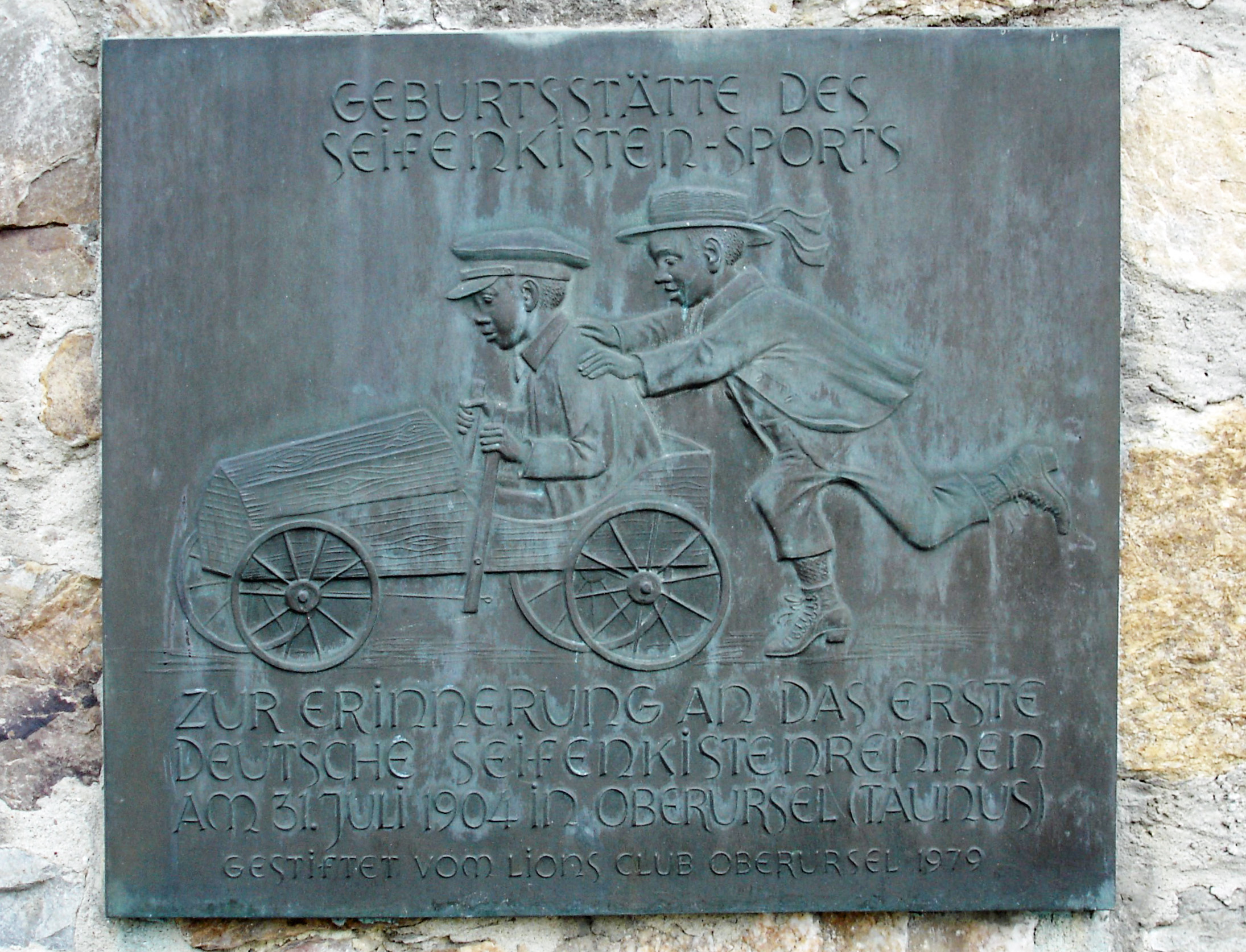
Оберурзель (Таунус)

- В городе Оберурзель после II мировой войны находился фильтрационный лагерь, где собирали нацистских преступников перед Нюрнбергским трибуналом для отправки на суд в Нюрнберг[2].
- В Оберурзеле 6 февраля 2013 года была образована новая партия АдГ. В этот день группа из 18 человек заявила о создании нового движения[3][4]. Уже через месяц (11 марта) было первое публичное собрание где присутствовало более тысячи человек. Ещё через месяц (14 апреля) в столице прошёл учредительный съезд партии.

## Известные уроженцы
- Отто Цур-Штрассен (1869—1961) — немецкий зоолог;